# Gare de Habay
La gare de Habay est une gare ferroviaire belge de la ligne 162, de Namur à Sterpenich (frontière luxembourgeoise), située sur le territoire de la commune de Habay, province de Luxembourg en Région wallonne.
Elle est mise en service en 1858 par la Grande compagnie du Luxembourg. C'est une halte ferroviaire de la Société nationale des chemins de fer belges (SNCB) desservie par des trains Omnibus (L) et Heure de pointe (P).

## Situation ferroviaire
Établie à 378 m d'altitude, la gare de Habay est située au point kilométrique (PK) 121,60 de la ligne 162, de Namur à Sterpenich (frontière luxembourgeoise), entre les gares ouvertes de Marbehan et de Stockem.

## Histoire
La ligne de Namur à la frontière du Luxembourg est mise en service par section en 1858. La Grande compagnie du Luxembourg inaugure la section de Grupont à Arlon, qui passe à Habay, le 27 octobre 1858. En 1867, la station Habay est la 13e station de la ligne depuis Namur située à 121 km.
Un abri pour la lampisterie et le magasin d'approvisionnement est ajouté en 1882.
Une cabine de signalisation se trouvait à proximité. Elle est supprimée vers 1933-1934 et un poste de bloc est installé dans une loge accolée au bâtiment.
Elle était autrefois dénommée gare de Habay-la-Neuve, du nom du plus grand village de la commune, bien qu'elle se situe plus près de Habay-la-Vieille.

## Service des voyageurs

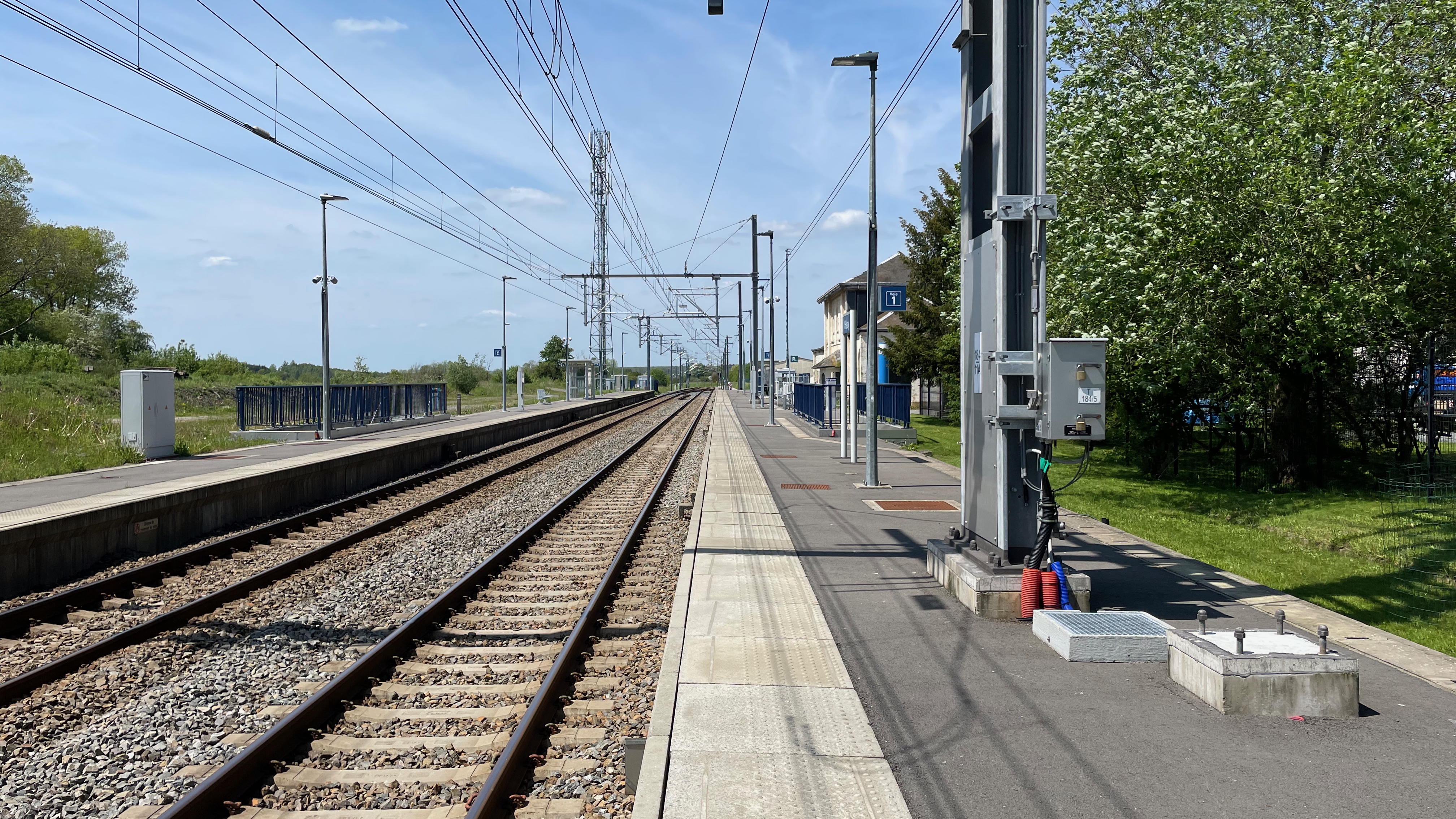
Quais de la halte.

### Accueil
Halte SNCB, c'est un point d'arrêt non géré (PANG) à accès libre. L'achat de titres de transport se fait au moyen d'un automate. Elle dispose de deux quais avec abris. Un passage souterrain permet la traversée des voies et le passage d'un quai à l'autre.

### Desserte
Habay est desservie par des trains Omnibus (L) et Heure de pointe (P) de la SNCB, qui effectuent des missions sur la ligne 162.
En semaine, la desserte est constituée de trains L reliant toutes les deux heures Libramont à Arlon renforcée par des trains P supplémentaires : le matin, un train de Libramont et Arlon et un de Namur à Luxembourg ; l'après-midi, un train P d'Arlon à Libramont et, en début de soirée, un train P d'Arlon à Namur.
Les week-ends et jours fériés, la desserte est également constituée de trains L reliant toutes les deux heures Libramont à Arlon. Le dimanche soir en période scolaire, il existe un train P en provenance d’Arlon à destination de Liège-Saint-Lambert.

### Intermodalité
Des places de parking pour les véhicules sont disponibles près de l'ancien bâtiment voyageurs. Un arrêt de bus est situé à proximité, il est desservi par les lignes 28, 54/1, 54/3, 54/4, 54/5, 54/7, 56, 84 et 167b/1.

## Comptage voyageurs
Le graphique et le tableau montrent le nombre de passagers qui en moyenne embarquent durant la semaine, le samedi et le dimanche.
| Nombre de voyageurs qui embarquent à la gare de Habay | Nombre de voyageurs qui embarquent à la gare de Habay | Nombre de voyageurs qui embarquent à la gare de Habay | Nombre de voyageurs qui embarquent à la gare de Habay |
|                                                       | Semaine                                               | Samedi                                                | Dimanche                                              |
| ----------------------------------------------------- | ----------------------------------------------------- | ----------------------------------------------------- | ----------------------------------------------------- |
| 1977                                                  | 173                                                   | 39                                                    | 27                                                    |
| 1978                                                  | 107                                                   | 39                                                    | 44                                                    |
| 1979                                                  | 114                                                   | 43                                                    | 53                                                    |
| 1980                                                  | 136                                                   | 32                                                    | 43                                                    |
| 1981                                                  | 81                                                    | 33                                                    | 39                                                    |
| 1982                                                  | 80                                                    | 31                                                    | 23                                                    |
| 1983                                                  | 121                                                   | 26                                                    | 31                                                    |
| 1984                                                  | 83                                                    | 14                                                    | 22                                                    |
| 1985                                                  | 75                                                    | 10                                                    | 9                                                     |
| 1986                                                  | 77                                                    | 21                                                    | 19                                                    |
| 1987                                                  | 76                                                    | 16                                                    | 29                                                    |
| 1988                                                  | 86                                                    | 15                                                    | 15                                                    |
| 1989                                                  | 81                                                    | 13                                                    | 21                                                    |
| 1990                                                  | 56                                                    | 12                                                    | 16                                                    |
| 1991                                                  | 48                                                    | 13                                                    | 12                                                    |
| 1992                                                  | 60                                                    | 18                                                    | 12                                                    |
| 1993                                                  | 54                                                    | 4                                                     | 10                                                    |
| 1994                                                  | 59                                                    | 5                                                     | 4                                                     |
| 1995                                                  | 47                                                    | 8                                                     | 9                                                     |
| 1996                                                  | 49                                                    | 10                                                    | 9                                                     |
| 1997                                                  | 46                                                    | 4                                                     | 8                                                     |
| 1998                                                  | 42                                                    | 7                                                     | 13                                                    |
| 1999                                                  | 39                                                    | 10                                                    | 4                                                     |
| 2000                                                  | 38                                                    | 5                                                     | 4                                                     |
| 2001                                                  | 37                                                    | 8                                                     | 7                                                     |
| 2002                                                  | 67                                                    | 4                                                     | 2                                                     |
| 2003                                                  | 69                                                    | 12                                                    | 10                                                    |
| 2004                                                  | 71                                                    | 11                                                    | 15                                                    |
| 2005                                                  | 95                                                    | 13                                                    | 12                                                    |
| 2006                                                  | 89                                                    | 12                                                    | 10                                                    |
| 2007                                                  | 96                                                    | 12                                                    | 18                                                    |
| 2008                                                  | -                                                     | -                                                     | -                                                     |
| 2009                                                  | 113                                                   | 13                                                    | 10                                                    |
| 2010                                                  | -                                                     | -                                                     | -                                                     |
| 2011                                                  | -                                                     | -                                                     | -                                                     |
| 2012                                                  | 73                                                    | 11                                                    | 19                                                    |
| 2013                                                  | 102                                                   | 11                                                    | 18                                                    |
| 2014                                                  | 111                                                   | 36                                                    | 20                                                    |
| 2015                                                  | 70                                                    | 14                                                    | 14                                                    |
| 2016                                                  | 50                                                    | 16                                                    | 7                                                     |
| 2017                                                  | 49                                                    | 14                                                    | 28                                                    |
| 2018                                                  | 46                                                    | 21                                                    | 21                                                    |
| 2019                                                  | 46                                                    | 23                                                    | 30                                                    |
| 2020                                                  | 41                                                    | 8                                                     | 9                                                     |
| 2021                                                  | -                                                     | -                                                     | -                                                     |
| 2022                                                  | 124                                                   | 42                                                    | 58                                                    |
| 2023                                                  | 125                                                   | 29                                                    | 39                                                    |
| 2024                                                  | 120                                                   | 43                                                    | 69                                                    |

## Patrimoine ferroviaire
Habay est la dernière gare de style néo-Renaissance italienne construite par la Grande Compagnie du Luxembourg encore en état proche de l’origine, le bâtiment de la gare de Natoye ayant en effet été fortement transformé vers 1900 par les Chemins de fer de l’État Belge et le bâtiment de la gare d'Assesse démoli en 2017.
Pour la construction de ses gares, la Grande Compagnie du Luxembourg réalisa plusieurs modèles standards et choisit un modèle de bâtiment à deux étages de style néo-Renaissance italienne de deux niveaux sous toiture à croupes comportant entre trois et sept travées qui fut édifié à Assesse, Natoye, Ciney, Jemelle, Marbehan et Habay. Seules les bâtiments construits à Natoye et Habay existent encore.
Les portes et fenêtres sont surmontées d'arcs en plein cintre du modèle florentin et toutes les fenêtres sont géminées et séparées par des colonnettes. La gare de Habay compte cinq travées et en comptait peut-être trois à l’origine. Des extensions ont été réalisées par la suite mais reproduisent, côté rue, le style du bâtiment d'origine.
En 2006, l'ancien bâtiment voyageurs est fermé au trafic mais toujours utilisé par la SNCB pour l'hébergement de membres de son personnel. Il est depuis vacant et fait l'objet d'un projet de rénovation.

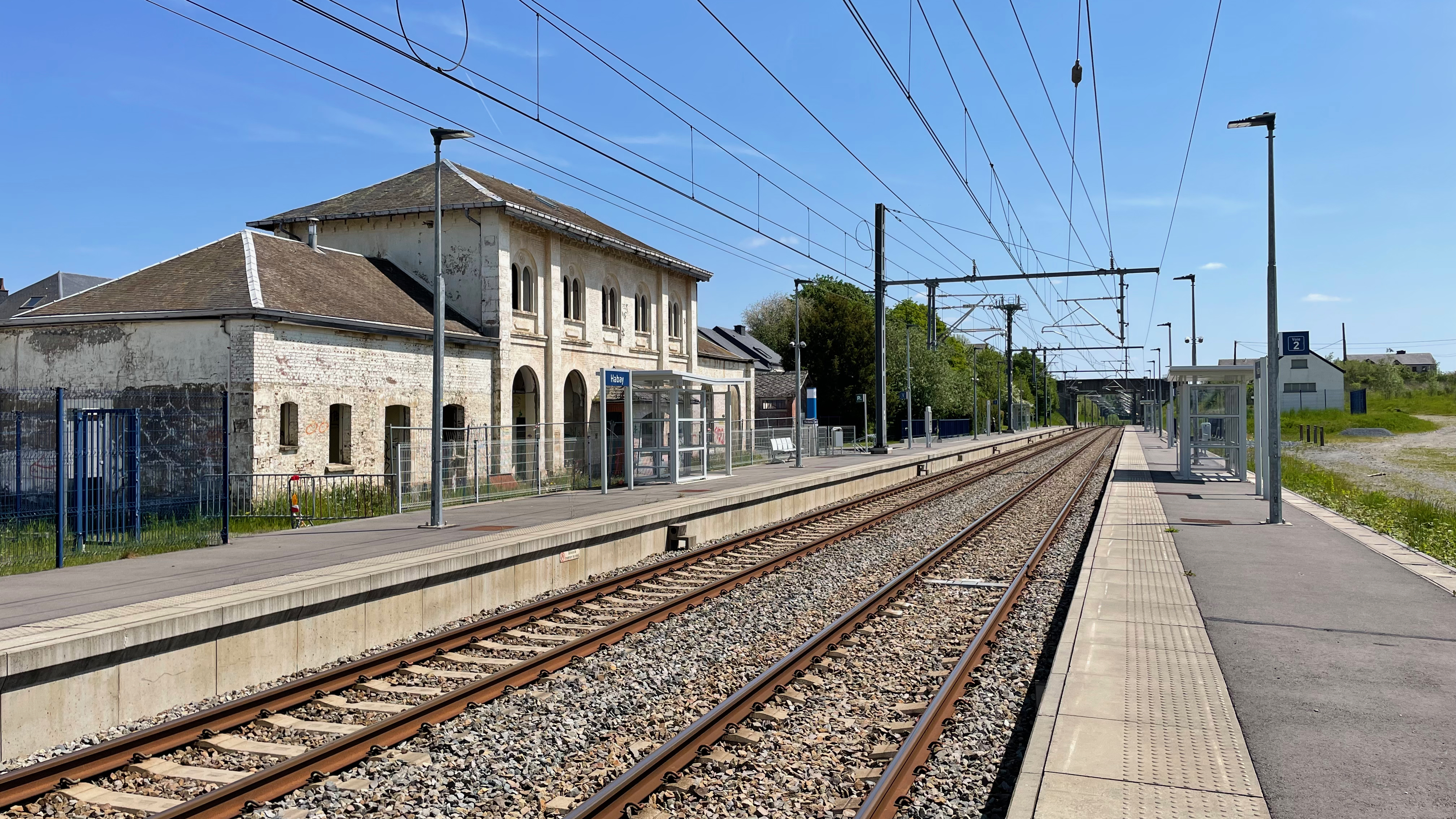
La gare en 2023.
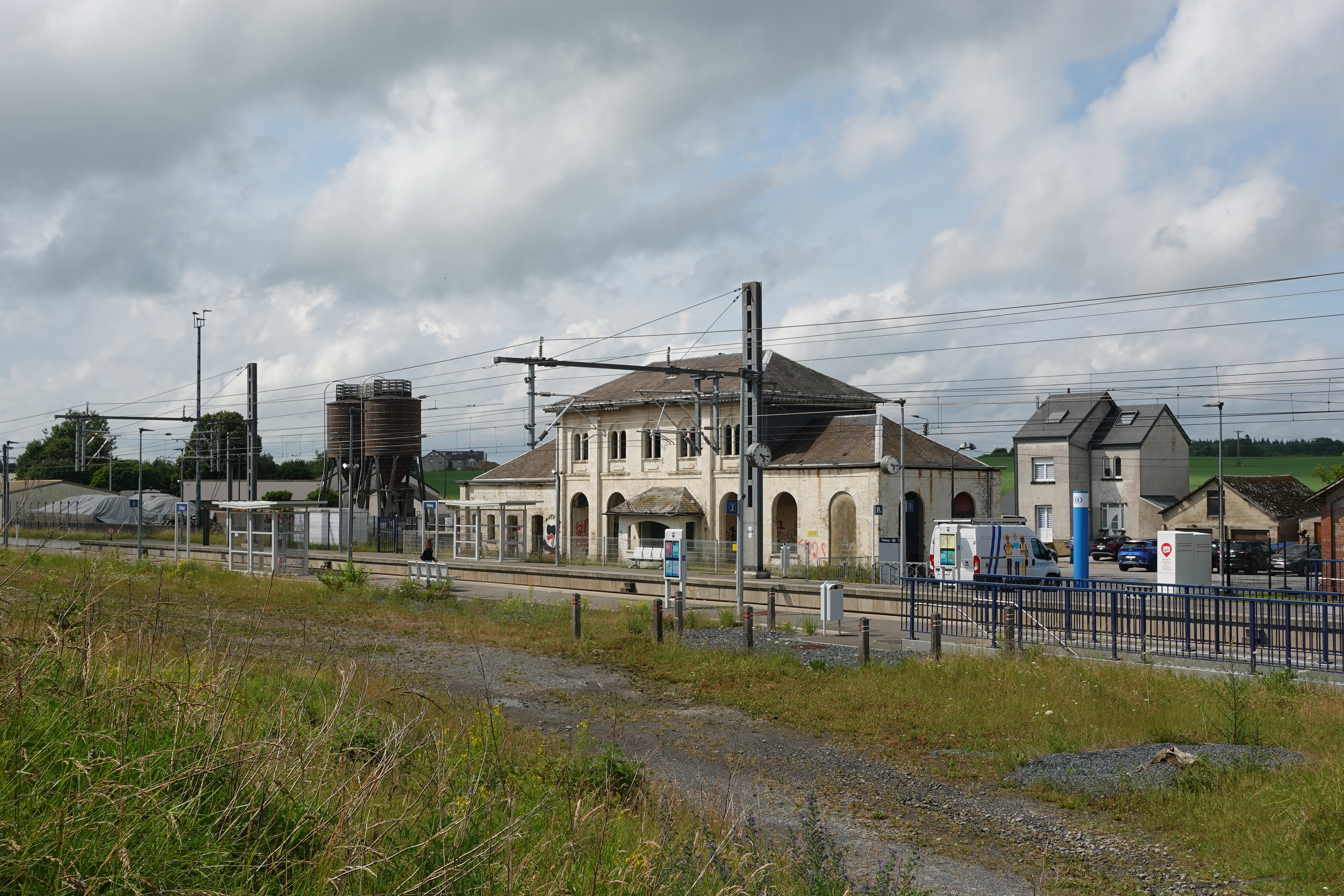
2025.
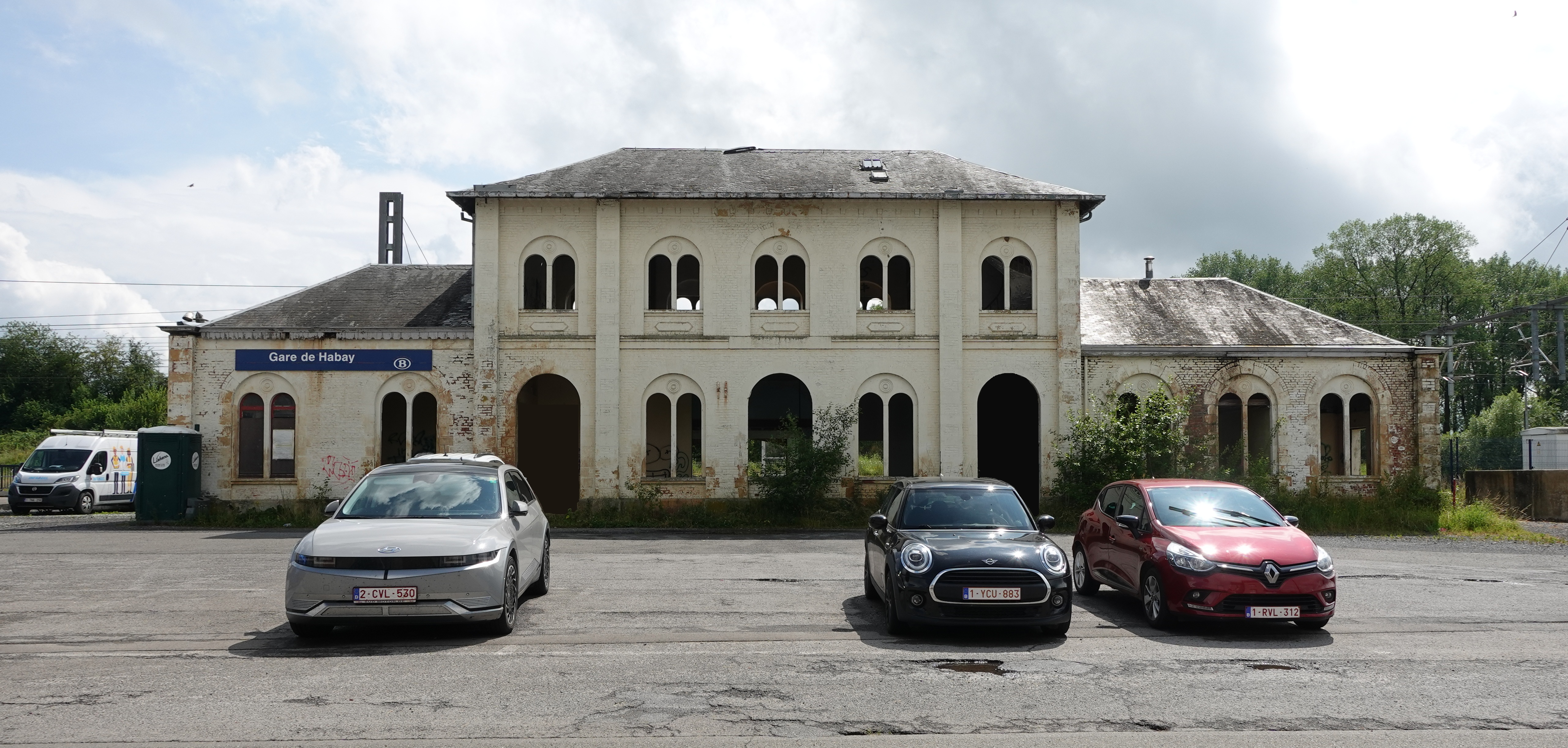
Parking.
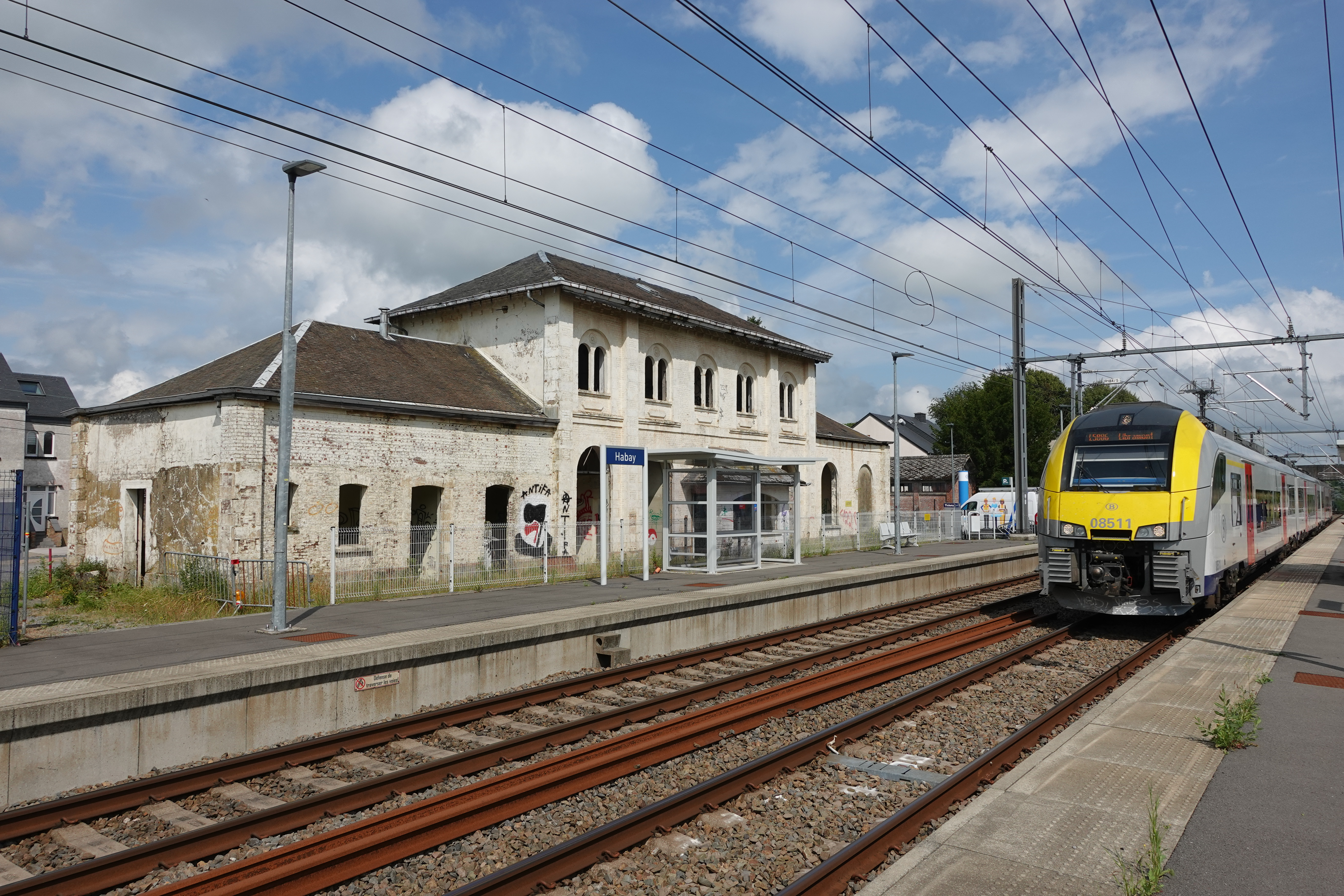
Arrivée d'un train.
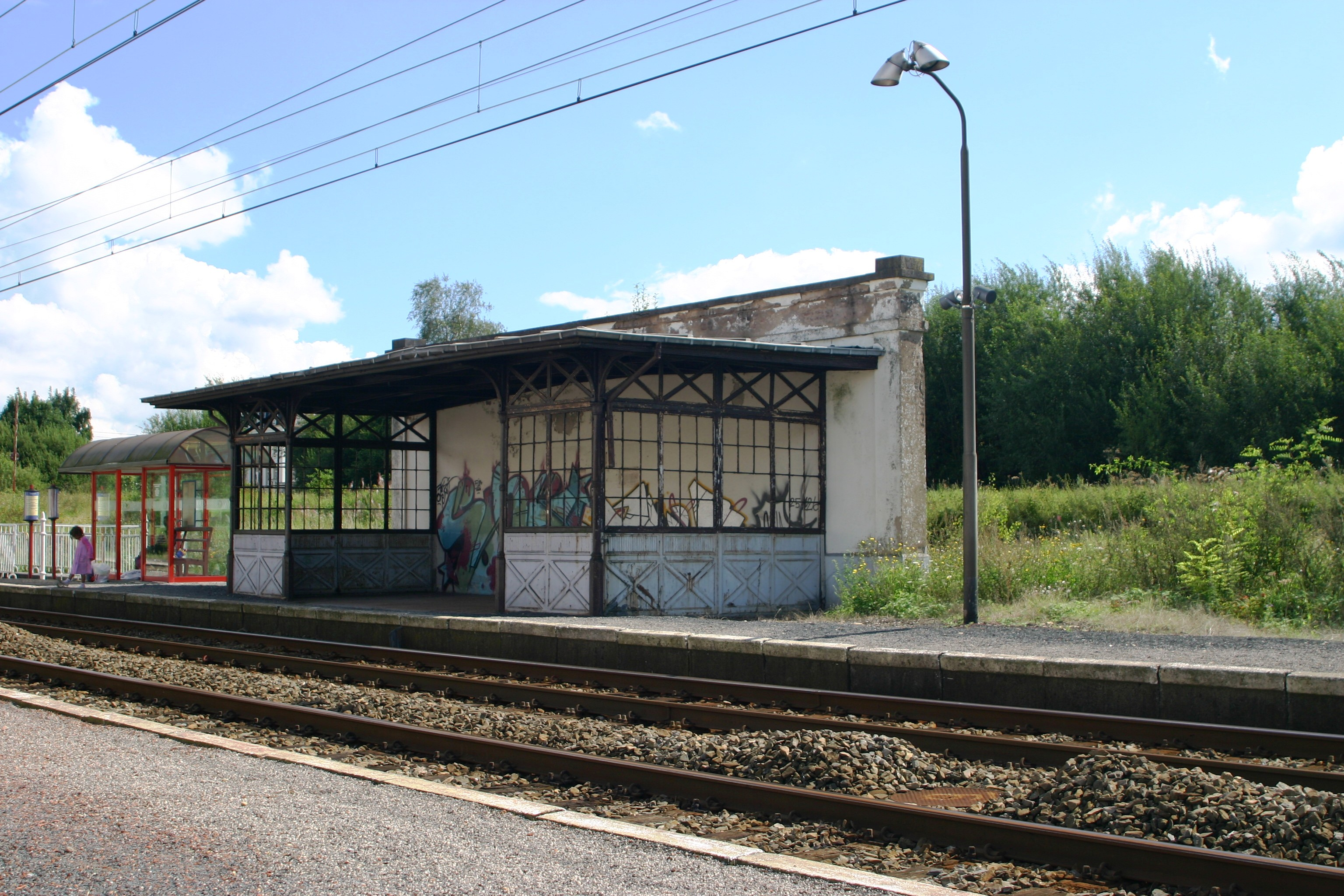
Abri de quai (démoli depuis).